# Десантный вертолётоносный корабль-док

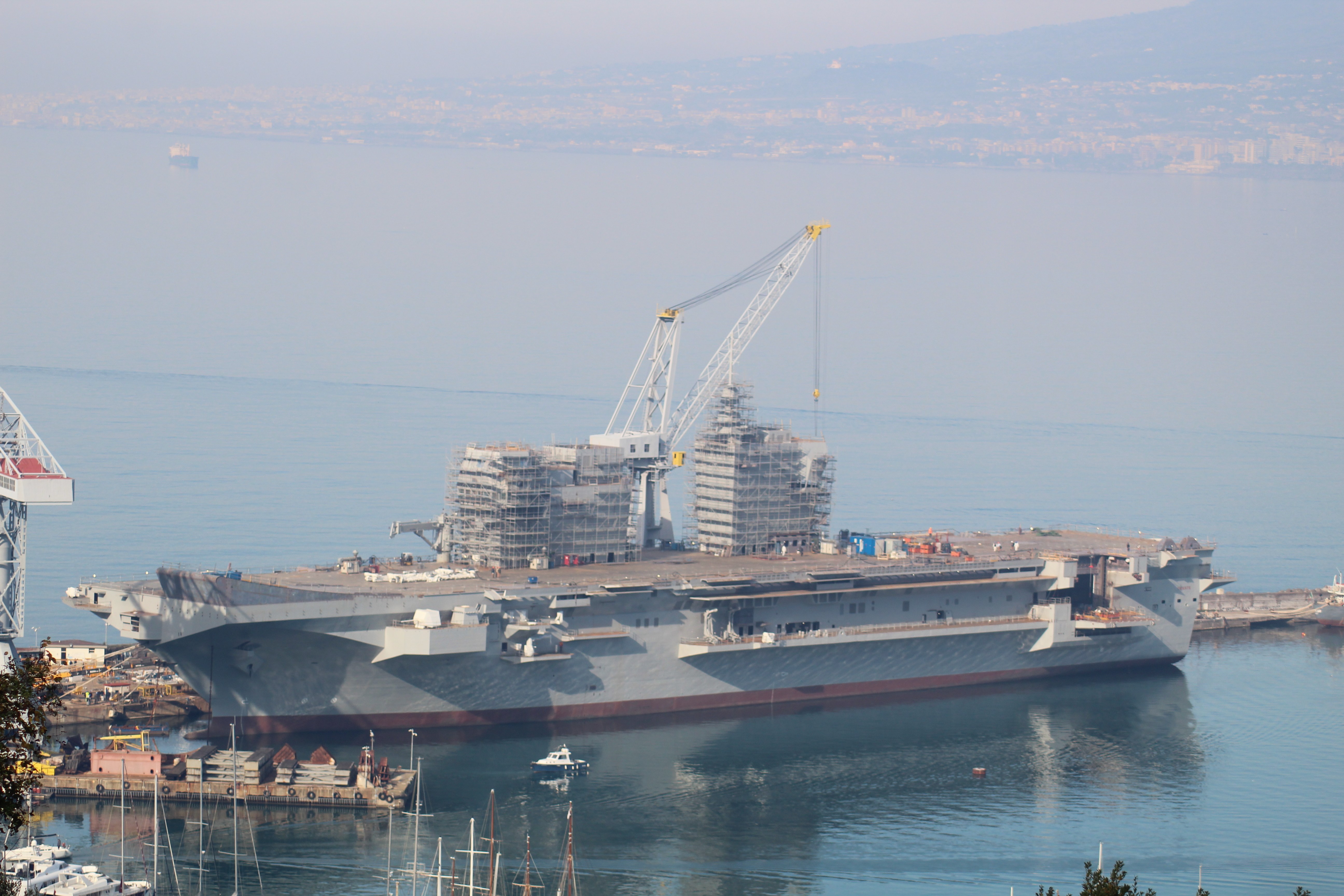
INS Trieste

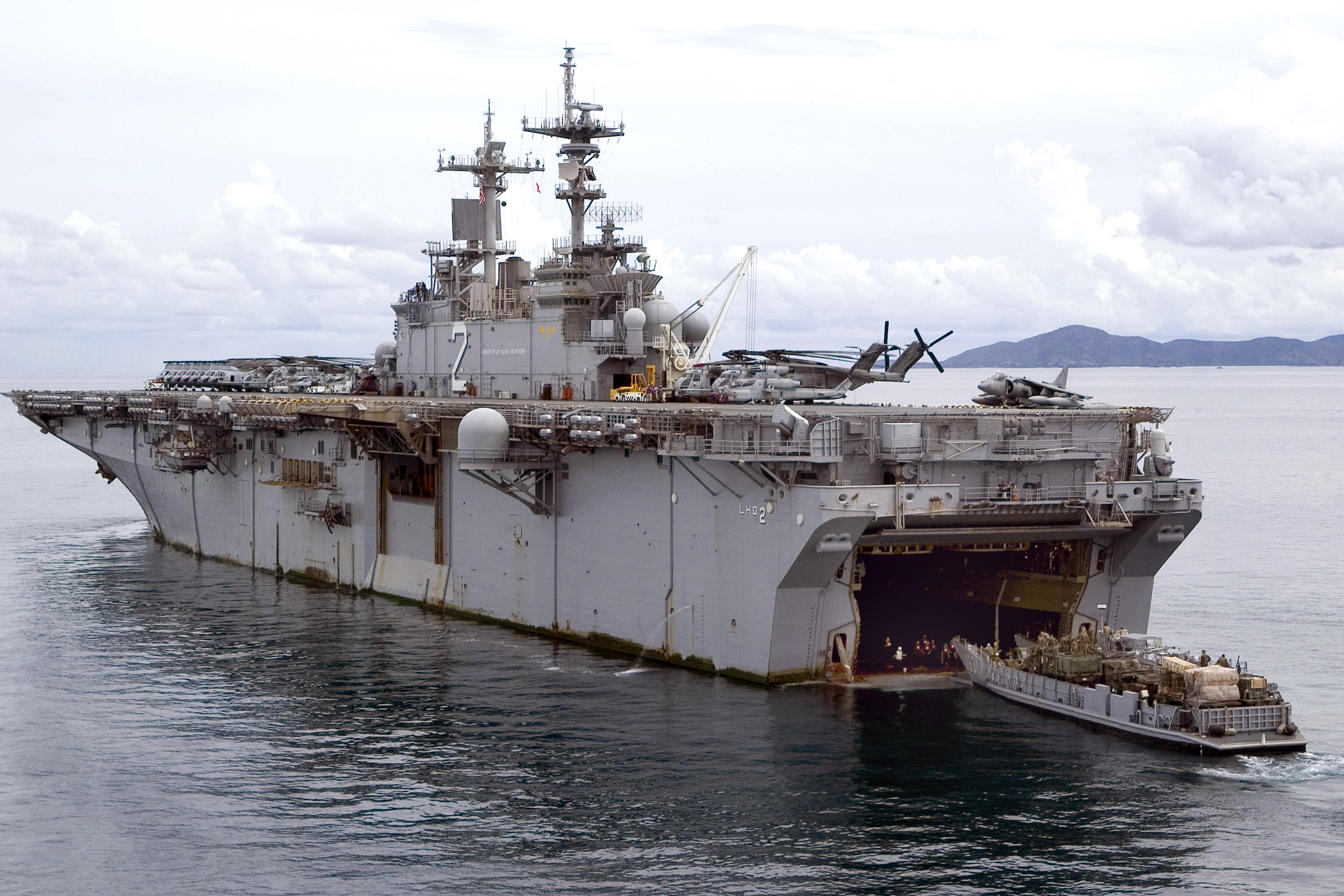
УДК «Эссекс» загружает десантную баржу через кормовые ворота доковой камеры

Десантные вертолётоносные корабли-доки, ДВКД (Landing Helicopter Dock, LHD) — в ВМС США, Австралии и НАТО подкласс универсальных десантных кораблей в соответствии с классификацией кораблей ВМС США, куда входят многоцелевые десантные корабли, больше ориентированных на высадку с быстроходных десантных кораблей, чем на высадку и огневую поддержку с вертолетов.
Эти корабли строятся с полной полетной палубой и внешне похожи на авианосцы. Авиагруппа обычно состоит из десантно-транспортных вертолётов и вертолётов огневой поддержки, однако в авиагруппу могут также входить конвертопланы (MV-22 Osprey) и самолёты с укороченным разбегом и вертикальной посадкой (STOVL) типа AV-8 «Харриер» и F-35B «Лайтнинг II».. 
Примерами таких кораблей служат УДК типа «Уосп» ВМС США, УДК типа «Мистраль» ВМС Франции, а также УДК Juan Carlos I ВМС Испании и проекты на его основке, например УДК «Канберра» ВМС Австралии.. 
К ДВКД также можно отнести УДК других стран, например  УДК типа «Токто» ВМС Республики Корея.

## Отличия LHD от LHA
Существуют весьма условная грань между LHD и другим подклассом универсальных десантных кораблей — LHA (Landing Helicopter Assault, десантно-штурмовые вертолётоносцы). Первые более ориентированы на высадку с быстроходных десантных катеров (хотя все они оснащены десантно-транспортными вертолётами и вертолётами огневой поддержки), поэтому имеют укороченный ангар, менее развитые средства обслуживания авиационной техники, меньший объём цистерн для авиационного топлива и хранилищ для авиационного вооружения, увеличенную доковую камеру. На некоторых корабли LHA в ВМС США доковая камера вообще отсутствует (корабли типа «Америка» LHA-6 и LHA-7, хотя на планируемых последующих кораблях этого типа, начиная с LHA-8, доковая камера предусматривается).